# The Ned-Liest Catch
The Ned-Liest Catch, titulado, El atrapa mentiras de Ned en Hispanoamérica y La captura más nédlica en España, es el vigesimosegundo y último episodio de la vigesimosegunda temporada de la serie de animación Los Simpson. Se emitió el 22 de mayo de 2011 en Estados Unidos por FOX.

## Sinopsis
Ned Flanders salva la vida de la Srta. Krabappel cuando la maestra estaba involucrada en un plan de Bart para evitar su injusta suspensión laboral. Cuando Edna y Ned empiezan a salir juntos, él se sorprende al saber que ella ha estado con muchos hombres de Springfield, incluyendo a Homer y al baterista de Aerosmith, Joey Kramer. El episodio termina con Homer y Marge preguntándole a los fanes si quieren que Ned y Edna sigan juntos.

## Votación
Tras este episodio, los fanes podrán decidir el futuro de la relación entre Ned y Edna ("Nedna") en el sitio oficial de la serie votando “Pro Nedna” o “No Nedna". Durante todo el verano, fondos de pantalla, vídeos, chapas de Twitter e Iconos de Facebook de “Soy Pro Nedna” y “Soy No Nedna” estarán disponibles para descargar y compartir en las redes sociales. Tras el cierre de la votación en agosto de 2011, el resultado se revelará durante el estreno del primer episodio de la temporada 23, en septiembre de 2011 en FOX. Los resultados de la votación mostraron que Ned y Edna quedan juntos, en una breve secuencia donde se los muestra sentados juntos agradeciendo.